# АСМ Клермон Овернь
Монферранське спортивне товариство Клермон Овернь (фр. ASM Clermont Auvergne, в минулому фр. AS Montferrand) — регбійний клуб, заснований в Клермон-Феррані. Дворазовий переможець Кубка європейських націй (1999, 2007), в даний час є учасником Топ-14 (французького національного чемпіонату).

## Клуб
У 1911 році Марсель Мішлен (фр. Marcel Michelin) сформував Спортивне товариство Michelin. Товариство включає три спортивні секції (в тому числі секцію регбі), і володіє декількома спортивними майданчиками в кварталі Монферран в місті Клермон-Ферран. У 1922 році, підкоряючись рекомендації Союзу французьких суспільств атлетичного спорту, Спортивне товариство Michelin змінює назву і відтепер іменується Монферрандським спортивним товариством (фр. L'Association Sportive Montferrandaise). У 2002 році під впливом організації Національна ліга регбі (орган управління клубів професійного регбі у Франції) Монферрандське спортивне товариство створює акціонерне товариство АСМ Регбі (Société Anonyme à Objet Sportif ASM Rugby). 99 % акцій належить Спортивному суспільству Монферрана. Воно зберігає пряме управління секції аматорського регбі — юнацького центру підготовки, школи регбі та юніорської команди. У липні 2004-го, Монферрандське Спортивне товариство перетворило SAOS ACM Регбі в професійне спортивне товариство «ACM Клермон-Овернь» (фр. ASM Clermont Auvergne.)
З літа 2006 року основна команда перейшла під управління новозеландського тренера Верна Коттера (рунді Vern Cotter). Тренерський склад створює досить зухвалий проект, заснований на наборі гравців міжнародного розмаху (Джон Сміт, капітан Спрінгбокс і чемпіон світу-2007, Жюльєн Боннер, який прибув в 2007 році з Бургуен-Жольє, а також південноафриканець Маріус Жубер (Marius Joubert), завербований на місце талісмана команди Тоні Марша (Tony Marsh), який завершив кар'єру в червні 2007 року), збереженні талановитих гравців в команді (Орельєн Ружері, П'єр міньйон і Маріо Ледема), навчанні молодих талантів (Ентоні Флош і Лоїк Жаке) і, нарешті, модернізації інфраструктури, починаючи зі збільшення свого домашнього стадіону, спортивного комплексу Марсель-Мішлен. На результати не треба було довго чекати. Вже в першому сезоні, ACM виграла Європейський кубок з регбі, граючи в фіналі проти англійського Бата (22-16) і дісталась до фіналу французького Топ-14, програвши зі Стад Франсе. (23-18). Наступний сезон практично ідеальний як з точки зору результатів (ACM закінчує його на чолі турнірної таблиці), так і з точки зору гри. Але ACM поступається в фіналі команді Тулузи (26-20). У сезоні 2008/2009 клермонці знову прориваються у фінал і програють, але на цей раз каталонцям з команди Перпіньян (22-13). Після блискучого сезону, протягом якого вони шокували уболівальників, вже три роки поспіль з найкращого атакою в Топ- 14, найкращим постановником був Брок Джеймс, а найкращим виконавцем Напольоні Налага. Він записав у скарбничку команди 21 гол протягом цього сезону, останній з яких припав на фінальний матч. Команда програла в десяти фінальних матчах чемпіонату Франції, зігравши в одинадцяти матчах — це рекорд.
У сезоні 2012/2013 клуб став фіналістом кубка Хайнекен. У фіналі Клермон-Овернь поступився лише французькій команді Тулон з рахунком 15:16.